# Эрель, Шломо
Шломо Эрель (ивр. שלמה אראל‎, урожд. Энгель; 1920, Лодзь, Польша — 20 ноября 2018, Тель-Авив) — израильский военно-морской деятель, алуф, командующий ВМС Израиля в 1966—1968 годах. Участник Второй мировой войны и Войны за независимость Израиля, в ходе которой сыграл важную роль в первых морских операциях Израиля.

## Биография
Шломо Энгель родился в 1920 году в Лодзи (Польша) в семье Хаима и Юты Энгель. В 1927 году его семья иммигрировала в подмандатную Палестину. После смерти отца в автомобильной аварии Шломо с матерью жил в Тель-Авиве, где учился в гимназии «Геула». В это время мальчик вступил в организацию «Бейтар». В 1936 году руководство организации направило его в морскую школу в Чивитавеккье (Италия), где он выучился на моряка. В дальнейшем Шломо служил на судах береговой обороны, в том числе в должности старшего помощника и капитана.
После начала Второй мировой войны пошёл добровольцем в Королевские ВМС Великобритании. Нёс службу в сопровождении атлантических конвоев, а также в Северном море. В 1941 году корабль Энгеля был потоплен торпедой с немецкой подводной лодки, и он 9 дней провёл в спасательной шлюпке.
Вернувшись в Палестину в 1945 году, Энгель возглавил транспортный флот компании по добыче калийной соли на Мёртвом море. После начала Войны за независимость Израиля он стал одним из первых служащих ВМС Израиля. Под его командованием израильский сторожевой корабль «Пальмах» в рамках операции «Давид» совершил рейд в порт Бейрута. В последней операции войны — «Увда» — Эрель осуществил высадку израильского морского десанта в Эйн-Геди.

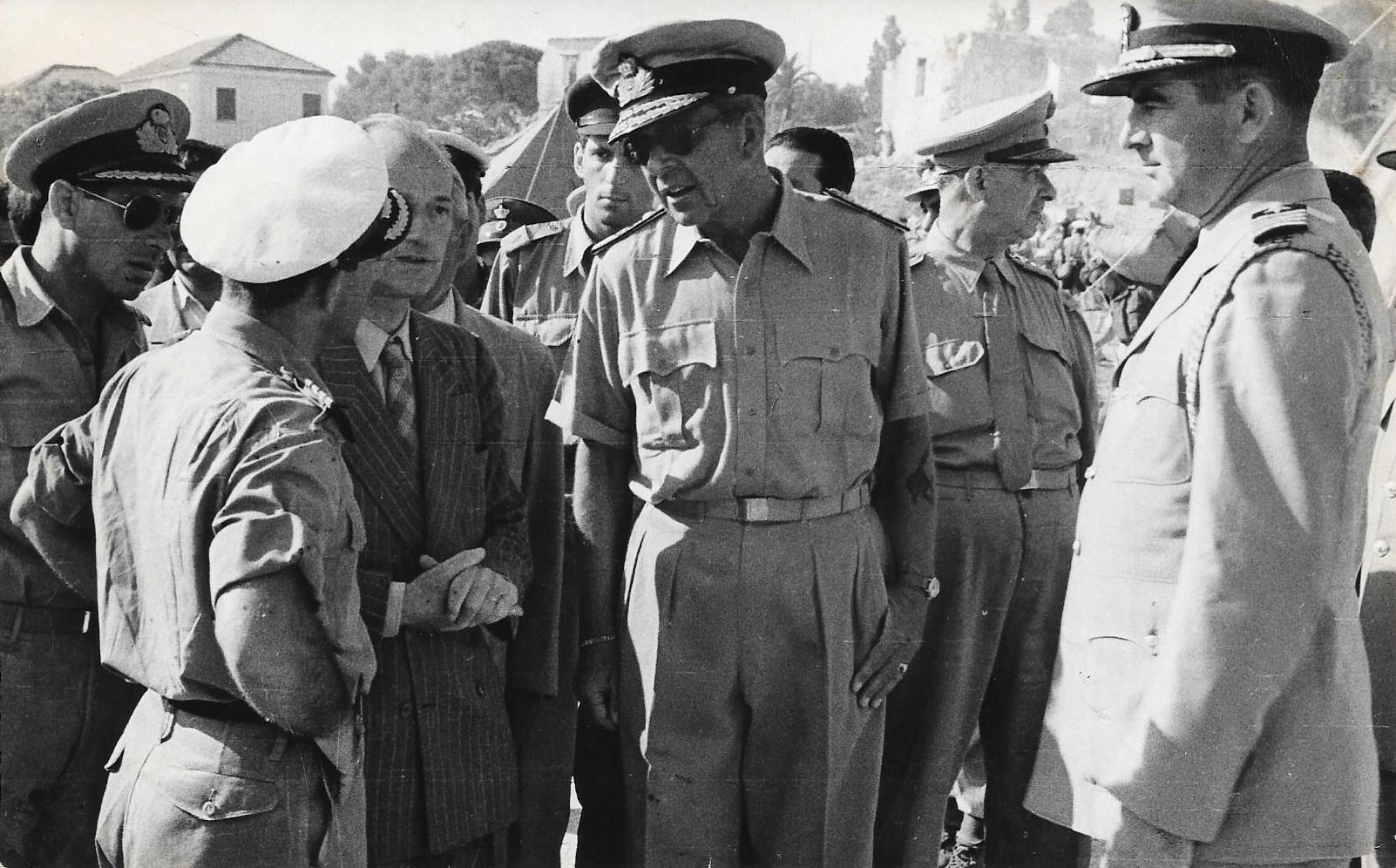
Король Греции Павел I беседует со Шломо Эрелем

По окончании Войны за независимость Эрель возглавил эскадру торпедных катеров, известную как «маленькая эскадра». Затем он получил под своё командование фрегат «Мисгав», на борту которого совершил визит в Нью-Йорк в составе военно-морской делегации Израиля, сопровождавшей премьер-министра Давида Бен-Гуриона (так называемая операция «Колумб»). В 1951 году он стал командующим «большой эскадры». Под его командованием эскадра, совершавшая учебное плавание неподалёку от греческих островов, приняла активное участие в спасении жертв землетрясения на острове Кефалиния. В ходе операции были спасены сотни жизней, оказана медицинская помощь 16 тысячам пострадавших, а 400 тяжелораненых перевезены в континентальные больницы. Эрель, как командующий эскадры, и командир фрегата «Мезанек» Ицхак Двири были удостоены греческой государственной награды — ордена Феникса.
В 1955 году Эрель был командирован в Италию как военный атташе Израиля в этой стране и военно-морской атташе в Западной Европе. На следующий год его направили в Англию на учёбу в военно-морской командной школе; по возвращении в Израиль ему была поручена организация аналогичной школы для ВМС Израиля, однако учёба в Англии не позволила ему участвовать в Синайской кампании 1956 года. В 1959 году Эрель возглавил эскадру эсминцев, а через год был назначен начальником отдела морских операций в штабе ВМС Израиля. В этой должности он занимался главным образом проектами новых ракетных катеров и противокорабельной ракеты «Габриэль».

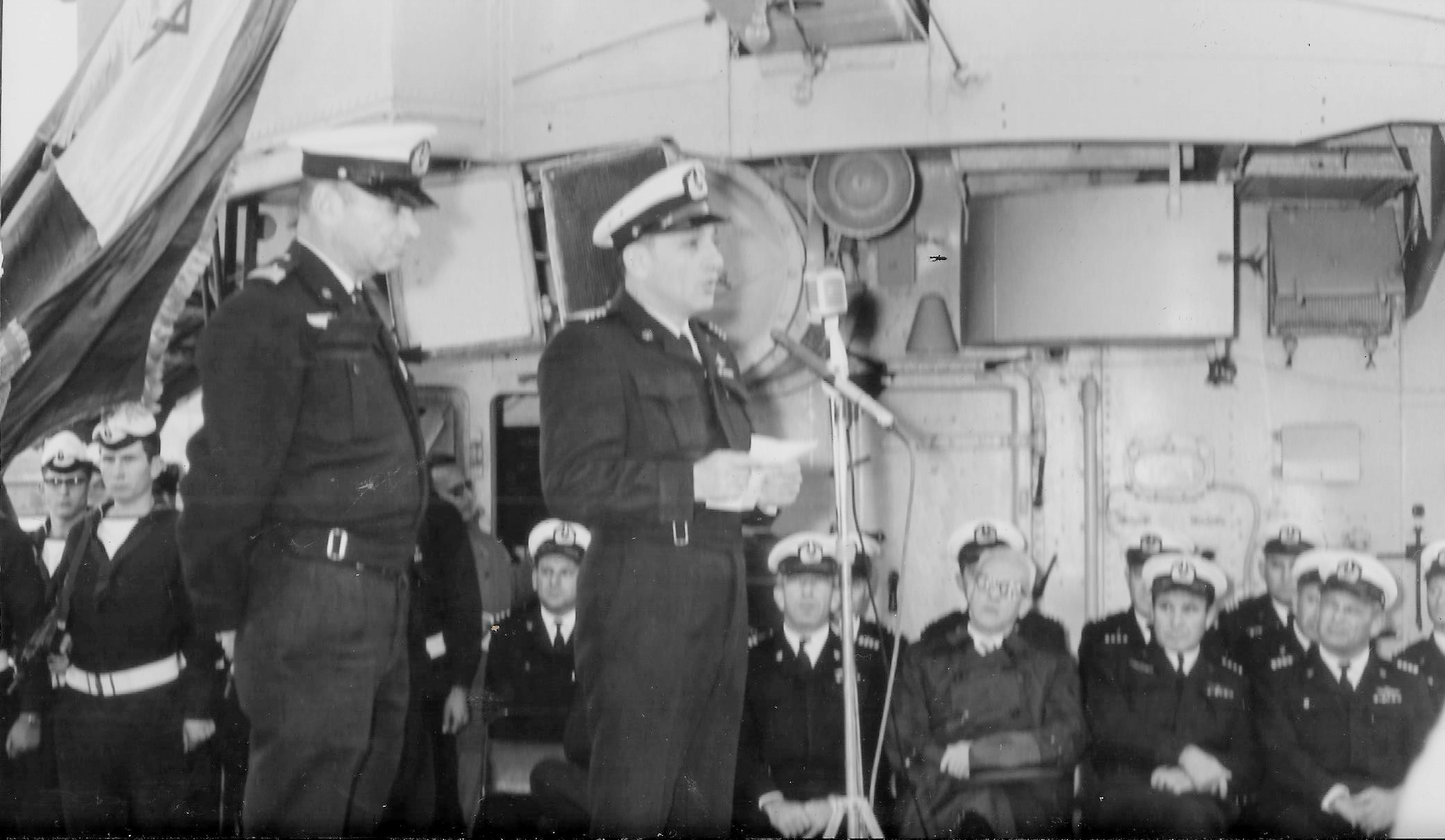
Передача командования ВМС Израиля, 2 января 1966 года

В 1966 году Шломо Эрель сменил Йохая Бен-Нуна на посту командующего ВМС Израиля. На годы его командования пришлась Шестидневная война 1967 года. На фоне быстрых и решительных успехов израильской авиации и сухопутных войск ВМС не могли похвалиться достижениями. Попытки совершения диверсий израильских морских коммандос в трёх сирийских портах и египетском Порт-Саиде не достигли своей цели, а аналогичный рейд в Александрии завершился попаданием шести израильтян в плен. Единственным успехом стал бескровный захват порта Шарм-эш-Шейх силами трёх торпедных катеров под командованием Авраама Боцера. В то же время задача устрашения противника была израильскими ВМС выполнена в полном объёме: флоты стран противника не покидали своих портов, что позволяло сухопутным силам вести боевые действия, не опасаясь огня с моря.
После войны Эрель и его первый заместитель Ицхак Рахав обменивались взаимными обвинениями: по словам Рахава, командующий заразил флот своей нерешительностью и неспособностью принимать решения, Эрель же, напротив, обвинял своего заместителя в поспешности в решениях, включая приказ об атаке на американский корабль электронной разведки Liberty в результате неверной идентификации. Проблемы в ВМС Израиля продолжались и после окончания Шестидневной войны. Уже в 1967 году египтянами был потоплен израильский эсминец «Эйлат», а на следующий год в Средиземном море погибла подводная лодка «Дакар». Положительным развитием событий стало вхождение в состав флота первых ракетных катеров, прибывших с верфей во французском Шербуре. В 1968 году Шломо Эрель ушёл в отставку с поста командующего ВМС.
После окончания военной службы Шломо Эрель занимал руководящие должности в различных морских организациях. В 1980-е годы он занимал должность контролёра вооружённых сил Израиля, а позже, в 2000-е годы, выступал в поддержку программы обновления подводного флота Израиля — в том числе организации строительства субмарин не на немецких, а на израильских верфях. Его жена, Сара Ошеров, умерла в 2013 году, а их дочь Гилия — в 2000 году. Шломо Эрель умер в Тель-Авиве в ноябре 2018 года в возрасте 98 лет, оставив после себя одного сына. Похоронен на военном кладбище Кирьят-Шауль.